# IMSAI 8080

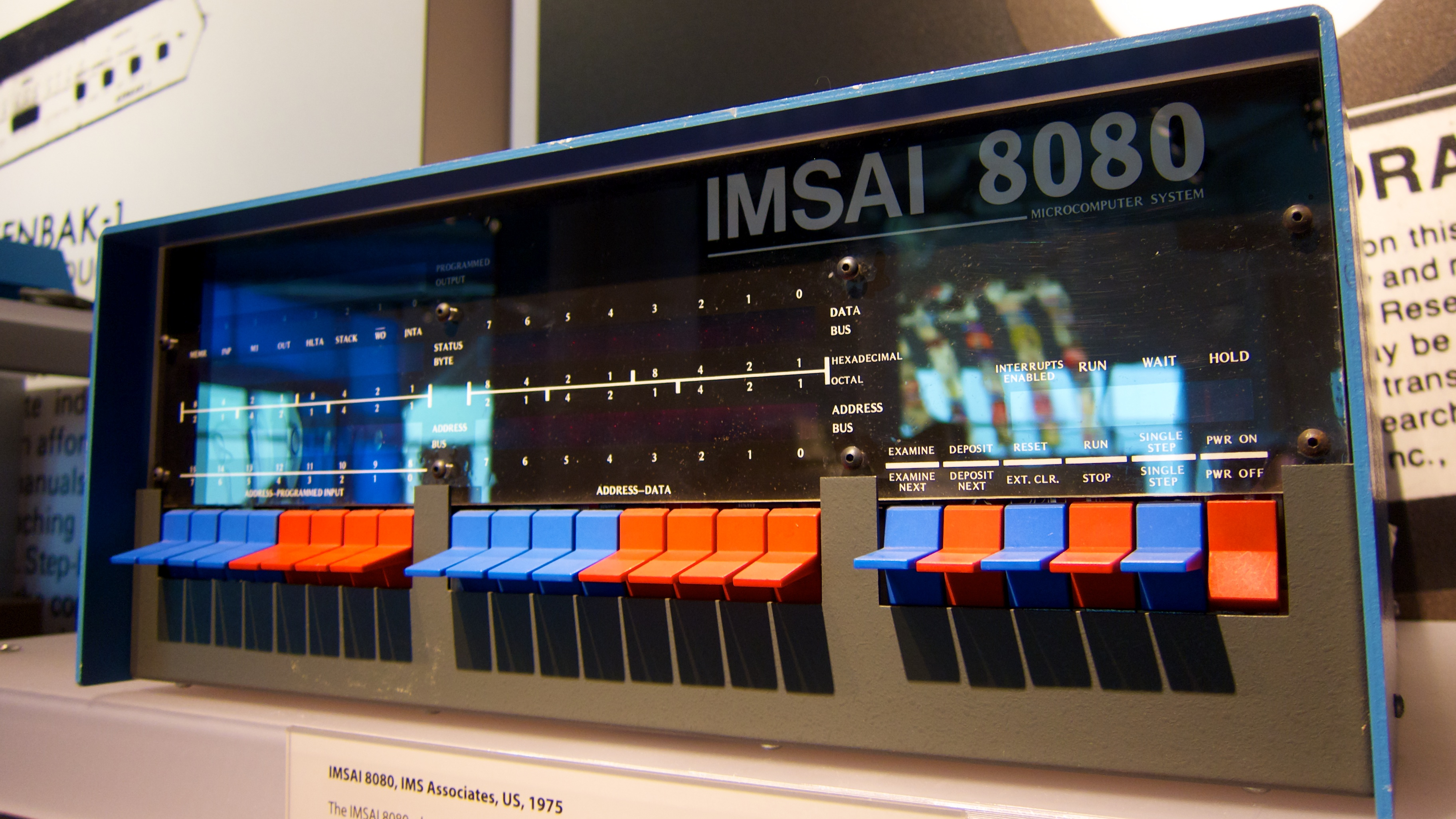
IMSAI 8080のフロントパネル

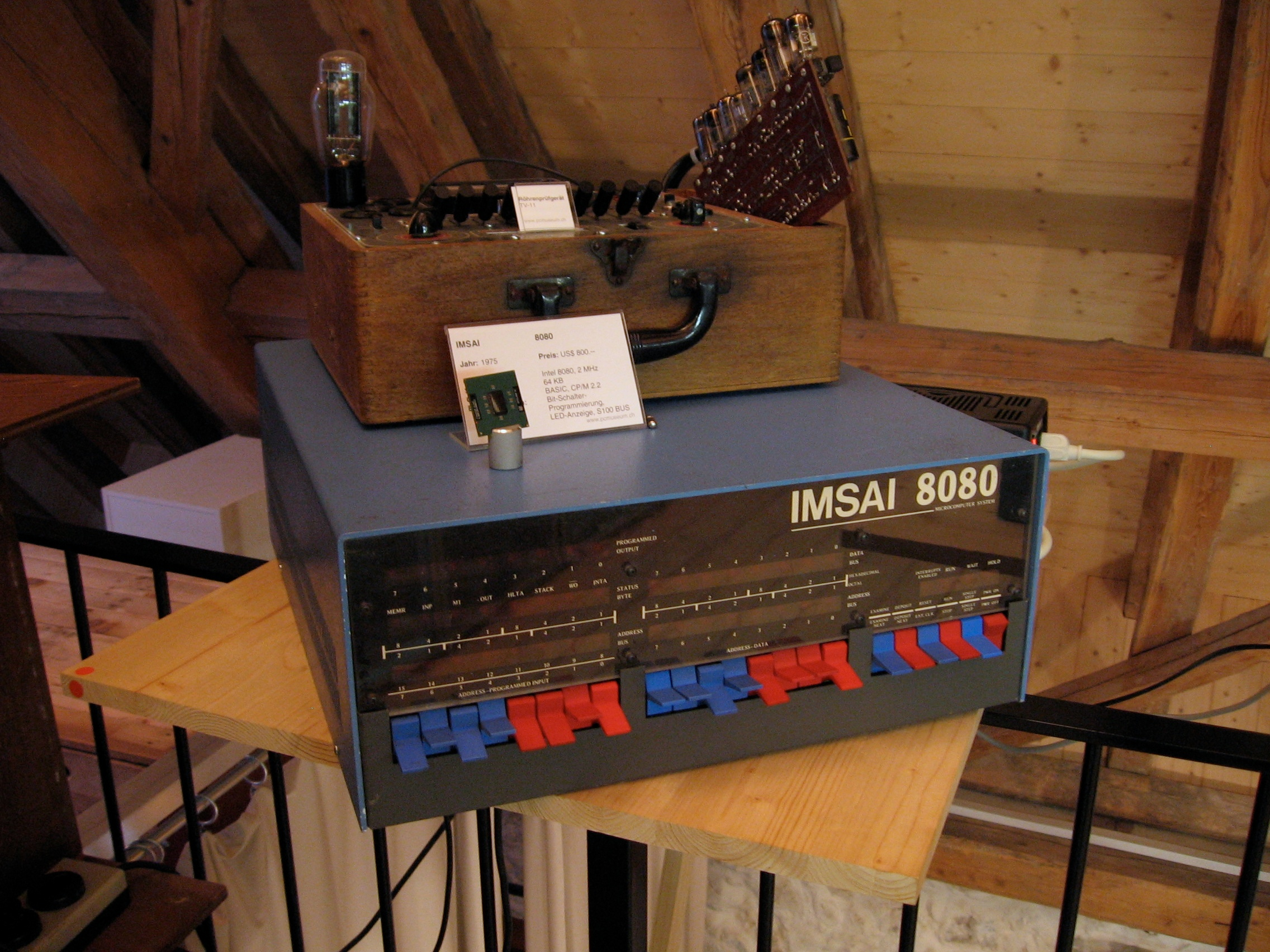
IMSAI 8080

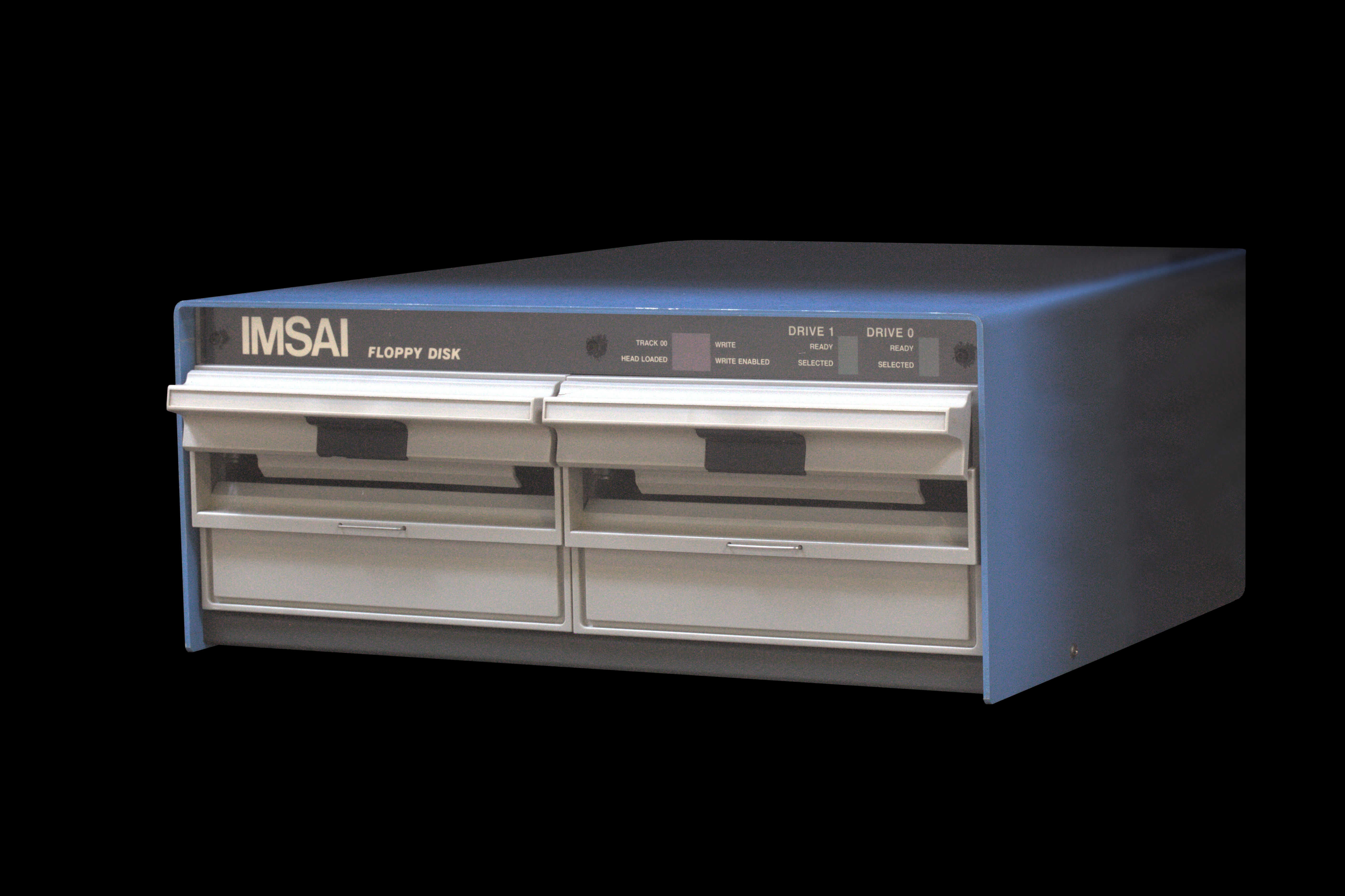
フロッピーディスクユニット

IMSAI 8080は、1975年12月に発売された、Intel 8080（のちに8085）とS-100バスを使用した、初期のマイクロコンピュータである。以前に発売されたMITS社のAltair 8800と完全互換性を有するマイクロコンピュータで、世界初のマイクロコンピュータの互換機であると考えられている。IMSアソシエイツ社（のちにIMSAIマニュファクチャリングに改称）が開発・製造・販売した。1975年から1978年にかけて、合計で17,000 - 20,000台が生産された。

## 概要
組立てキットと完成品を提供したコンピュータで、CPUはAltairと同じ2MHz駆動の8080だが、基板の設計や筐体の組み付けとデザインは洗練され、電源は容量に余裕があり、フロントパネルのスイッチ類はAltairよりも視認性が高く信頼性が高いものを使用している。
内部のS-100バススロットは最大で22基搭載し、当時は高価で趣味人や学生など経済的に余裕がない個人ユーザーらは8KBや16KB単位で増設することが多かったメモリカード、シリアルポート (SIO)、パラレルポート (PIO}、FDD、テープ (CMT)、ビデオカードなどの増設にも耐え、これらのペリフェラル類が最初からオプションとして提供されるなど、CP/M環境を組み立てるコアとしてAltairよりも評価が高く、Altairの欠点を潰した「Altairの本来あるべき姿」とする評価もあった。

## 歴史
1972年5月にウィリアム・ミラードは、自宅を事務所として「IMSアソシエイツ」の社名でコンピュータに関する個人事業を開始した。1973年に会社組織とした。ミラードはすぐに事業資金を調達していくつかの契約を獲得したが、全てはソフトウェアの契約だった。
1974年にIMSは、ゼネラルモーターズの自動車販売店向けに1台で仕事を完結する「ワークステーション・システム」を求めていた顧客から連絡を受けた。IMSは、端末、小型コンピュータ、プリンタ、特殊なソフトウェアを含むシステムを計画した。このワークステーションは、ハードディスクドライブに共通のアクセス権を持ち、小型コンピュータで制御されることになっていたが、これら製品の開発は中止された。
ミラードとチーフエンジニアのジョー・キリアンは、マイクロプロセッサに着目した。インテルが発表した8080は、IMSアソシエイツが最初に導入した4004と比較すると「本物のコンピュータ」のように見えた。IMSAI 8080は、既存のAltair 8800のS-100バスを使って本格的に開発が進められ、1975年10月には『ポピュラーエレクトロニクス』誌に広告が掲載され、好評を博した。
IMSは1975年12月16日に最初のIMSAI 8080キットを出荷したが、のちに組み立て済み製品の販売へ移行した。コンサルティング会社ではなく製造会社になったことから、1976年に、IMSAIマニュファクチャリングへ社名を変更した。
1977年にIMSAIのマーケティングディレクター・セイモア・I・ルービンスタインは、CP/Mバージョン1.3をIMSAI 8080で実行する権利のために、ゲイリー・キルドールに25,000ドルを支払った。他のメーカーもそれに続き、CP/Mは最終的に8ビットマイクロコンピュータにおける事実上の標準のOSとなった。
1979年10月までにIMSAI社は倒産した。「IMSAI」の商標は、IMSアソシエイツの初期の従業員だったトッド・フィッシャーとナンシー・フライタスによって取得され、フィッシャー・フライタス社の一部門としてIMSAIの名前でコンピュータの製造が続けられた。初期のIMSAIシステムのサポートは、同社によって継続されている。

## VDPシリーズ

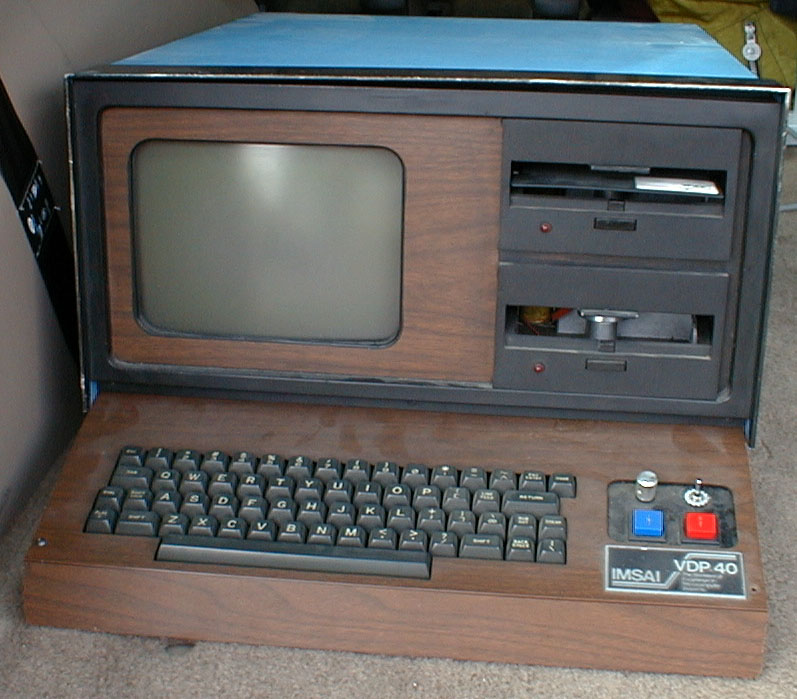
1977-1979年のIMSAI VDP-40。Intel 8085、32KB/64kb RAM、2x FDD 80/160kb、S100バス。2KBモニタROM、2KBビデオROM

1977年半ば、IMSAIはIntel 8085をベースにしたVDPシリーズを発表した。1978年1月の製品説明によると、32Kまたは64Kのメモリを搭載し、9インチ（VDP4xレンジ）または12インチ（VDP8xレンジ）のビデオディスプレイを搭載し、どちらかを選択できた。例えば、VDP-40は、5-1/4インチのディスクドライブが2基、9インチ40桁表示のディスプレイ、2K ROMモニターを1つの筐体内に搭載していた。内蔵キーボードは、8035マイクロプロセッサとメインボードへのシリアルインターフェースを備えていた。VIO-Cビデオボードには、2KファームウェアROM、256文字の2Kキャラクタジェネレータリードオンリーメモリ(ROM)、2Kリフレッシュメモリが搭載されていた。
1978年1月に、VDP80/1050は10,920ドル、VDP-40/64は7,466ドルで発売された。

## 大衆文化におけるIMSAI 8080
1983年の映画『ウォー・ゲーム』で主人公が使用したハッキング・ツールは、IMSAI 8080に音響カプラ型モデムを接続していた。ノベライゼーションではAltair 8800だった。
アーネスト・クラインによる2011年の小説『ゲームウォーズ』では、終盤の重要なアイテムとしてIMSAI 8080が登場する。

## 関連文献
- THE HISTORY OF IMSAI: The Path to Excellence, produced 1978
- Fire in the Valley: The Making of the Personal Computer (2nd ed.). New York, USA: McGraw-Hill. (2000). ISBN 0-07-135892-7